# Contratura de Dupuytren
A contratura de Dupuytren ou moléstia de Dupuytren é uma contratura fixa da mão em flexão caracterizada pelo espessamento da fáscia palmar (tecido encontrado abaixo da pele da mão). Essa condição pode variar desde pequenos nódulos até faixas muito espessas, as quais podem tracionar dos dedos em direção à palma da mão. Deve o seu nome a Guillaume Dupuytren, o cirurgião que descreveu uma cirurgia para corrigir a deformação causada por esta doença.
Acredita-se que exista um componente familiar associado à contratura de Dupuytren já que a incidência é maior se existem familiares afetados. Pode ainda estar associada com o tabagismo, doenças vasculares, epilepsia e diabetes.
Em geral não é necessário tratamento específico, exceto nos casos em que a contratura interfere na atividade motora. Nestes casos, pode ser realizado tratamento cirúrgico, objetivando liberar o(s) dedos(s) em flexão. Mesmo com a remoção cirúrgica bem sucedida dos tecidos afetados, a contratura pode recidivar no mesmo ou em outros dedos.